# Otto Heinrich Hase
Otto Heinrich Hase (* 6. Juli 1818 in Altenburg; † 14. Januar 1884 in Schmölln) war ein deutscher Politiker.

## Leben
Als Sohn eines Hauptsteueramtskontrolleurs geboren, studierte Hase nach dem Besuch der Bürgerschule und des Gymnasiums in Altenburg Rechtswissenschaften in Jena. Während seines Studiums wurde er 1841 Mitglied der Jenaischen Burgkeller-Burschenschaft. Nach seinen Examen wurde er 1845 Advokat und Notar in Altenburg. Von 1846 bis 1850 gehörte er in Altenburg dem politischen Kränzchen an, in dem auch Hans Alfred Erbe Mitglied war. 1848 war er Mitglied der Bürgergarde und 1849 als Stadtschreiber tätig. 1849 wurde er Bürgermeister von Schmölln. Er wurde Justizrat und arbeitete nebenbei weiter als Advokat und Notar. In den 1850er Jahren war er Abgeordneter im Altenburger Landtag.